# Институт востоковедения НАН Азербайджана
Институт востоковедения НАН Азербайджана имени академика Зия Буниятова (азерб. AMEA Akademik Ziya Bünyadov adına Şərqşünaslıq İnstitutu) — научно-исследовательский институт Национальной академии наук Азербайджана.

## Общие сведения
Институт исследует общественное, экономическое, культурно-историческое развитие стран Ближнего и Среднего Востока, анализ закономерностей и особенностей их развития, а также их связи с Азербайджаном.
Институт издаёт журнал «Востоковедение Азербайджана».

## История
В XIX веке в развитие востоковедения в Азербайджане внесли свой вклад Аббас-Кули-ага Бакиханов, Мирза Фатали Ахундов, Александр Казембек, Мирза Джафар Топчибашев.
С 1922 по 1928 год действовал Восточный факультет Бакинского государственного университета. С 1923 по 1929 год функционировало Общество исследования и изучения Азербайджана. В октябре 1928 года в составе общества было создано Бюро Зарубежного Востока, занимавшееся изучением восточных стран. При бюро действовали турецкая, персидская, индийская, афганская, арабская секции.
Систематическое исследование стран востока в Азербайджане началось в 1950-е годы.
В 1954 году при Институте истории АН Азербайджанской ССР был создан отдел истории стран зарубежного Востока. В отделе началось изучение Востока. Также исследования по востоковедению проводились в Институте литературы и языка им. Низами, Рукописном фонде АН Азербайджанской ССР.
В 1958 году решением Совета министров Азербайджанской ССР на основе соответствующих отделов и групп иных институтов АН Азербайджанской ССР создан Институт востоковедения.
С 1967 по 1984 год Институт носил наименование «Институт народов Ближнего и Среднего Востока».
В составе Института действовали 4 отдела: Ирана, Турции, арабских стран, публикации источников.
В 1970-е — 1980-е годы в Институте осуществляли исследования востоковеды Абдулкерим Ализаде (текстология), Алисохбат Сумбатзаде, Гамид Араслы (тюркология), Наиля Велиханлы, Зия Буниятов (медиевистика), Беюкага Гусейнов, Рустам Алиев (ирановедение), Аида Имангулиева (арабоведение), Акрам Джафар, Рауф Сеидов, Мубариз Ализаде, Шовкет Тагиева.
Обретение независимости Азербайджана поставило перед востоковедением Азербайджана новые задачи. Расширялись связи Азербайджана со странами востока как независимой страны. Исследования стали определять роль и место Азербайджана в отношениях со странами Востока.
В 1998 году Институту присвоено имя академика З. М. Буниятова.
Начиная со второй половины 1990-х годов, в Институте начались изменения в изучении азербайджановедения. Больший уклон стал делаться на изучение трудов арабоязычных и персоязычных азербайджанских учёных и литераторов, источников на арабском и фарси об истории, культуре, философии Азербайджана. Расширились международные связи института.
В современный период в Институте были открыты отделы Востока и запада, стран Центральной Азии, Азиатско-Тихоокеанского региона.

## Задачи
- Исследование и публикация письменных памятников народов Востока
- Исследование и перевод арабоязычных и персоязычных источников азербайджанских авторов
- Изучение межцивилизационных связей Восток — Запад
- Исследование культурно-исторических связей Азербайджана с народами Востока

## Структура
- Отдел иранской филологии
- Отдел турецкой филологии
- Отдел истории религии и общественной мысли
- Отдел источниковедения и исследования и издания памятников письменности
- Отдел востока и запада
- Отдел Южного Азербайджана
- Отдел стран Центральной Азии
- Отдел истории и экономики Турции
- Отдел истории и экономики Ирана
- Отдел истории и экономики арабских стран
- Отдел арабской филологии
- Отдел стран Азиатско-Тихоокеанского региона
- Отдел публикации и обеспечения научной информации
- Отдел теории востоковедения

В структуру Института входит Учёный совет, Совет молодых ученых и специалистов, Диссертационный совет.

## Достижения
За период деятельности Института осуществлён сбор наследия и подготовка научно-критических текстов произведений Низами Гянджеви, Фазлаллаха Рашид-ад-Дина, Мухаммада ибн Хиндушаха Нахичевани.
Осуществлено изучение, комментирование, перевод и публикация трудов средневековых авторов по истории, науке и культуре Азербайджана и народов Ближнего и Среднего Востока.
Изучена арабская литература. Заложены основы изучения арабской филологии в Азербайджане.
Исследованы арабо-азербайджанские литературные связи.
В 1960—80е годы изданы работы по вопросу исследования исламских течений на Арабском Востоке, истории государств, образовавшихся после распада государства Аббасидов.
Отдельным направлением Института является перевод источников на азербайджанский язык. Были переведены «Калила ва Димна», «Хосров и Ширин» Амира Хосрова Дехлеви, рубаи Омара Хайяма, «Бустан», «Гюлистан» Саади, газели Хафиза, «Юсуф и Зулейха» Джами, «Джами ат-таварих» Рашид ад- Дина, «Дастур ал-катиб фи тайин ал-маратиб» Мухаммада Нахичевани.
Проведены исследования лексики, лексикографии, фонетики, морфологии и синтаксиса арабского, турецкого и персидского языков.
Осуществляется исследование языков народов Востока, истории ислама, философии стран Востока.
За период деятельности института к 2018 году сотрудниками Института опубликовано более 700 монографий, более 7 000 научных статей. Более половины из них опубликовано после 1990 года. Статьи публикуются не только в республике, но и в зарубежной прессе.
Аидой Имангулиевой Институте была основана школа арабского литературоведения.
Работа З. М. Буниятова «Государство Хорезмшахов-Ануштегинидов 1097—1231» была переведена и издана на узбекском и английском языках.
Книга А. Н. Имангулиевой «Корифеи новой арабской литературы» издана на русском, арабском, английском, турецком, венгерском языках. «Ассоциация пера и Михаил Нуайме» издана на грузинском языке. Избранные отрывки книг Имангулиевой изданы на украинском языке.

## Значимые работы
- «Абди бек Ширази. Такмилят-уль-акбар». Перевод с перс., вступление и комментарии А. Рагимова. Баку, Издательство «Эльм», 1970.
- Абдуль-Керим Ализаде «Мухаммад ибн Хиндушах Нахичевани. Дастур аль-кятиб фи тайин аль-маратиб». М., Наука, 1964.
- Алибейли Ш. А. «Персидский диван физули: лингво-поэтические особенности». Баку, Издательство «Нафта-пресс», 2008.
- Алиев Р. М. «Низами Гянджжеви. Семь красавиц». Баку, Издательство «Эльм», 1983.
- Араслы Г. М. «Хагани Ширвани (О жизни и богатом литературном наследии поэта)». Баку, 1982.
- Араслы Г. М. «Имададдин Насими. Жизнь и творчество». Баку, Издательство «Азернешр», 1972.
- Асадов Ф. М. «Арабские источники о тюрках в раннее средневековье». Баку, Издательство «Эльм», 1993.
- Бахшалиева Г. Б. «Книга песен» Абуль Фараджа аль-Исфахани и классическая азербайджанская литература". Филологический перевод с арабского. 1994.
- Бахшалиева Г. Б. «Современный сирийский рассказ». Энциклопедический словарь Составители: Г. Б. Бахшалиева, А. Аббасов. Баку, Издательство «Эльм», 2013.
- Биже А. Р. «Сейид Джафар Пишевари». Баку, 2009.
- Буниятов З. М. «Азербайджан в VII—IX веках». Баку, Издательство «Азернешр», 1989.
- Буниятов З. М. «Азербайджанское государство Атабеков», Баку, Издательство «Эльм», 1985.
- Буниятов З. М. «Государство Хорезмшахов-Ануштегинидов 1097—1231»
- Гасанова Э. «Лаицизм и ислам в республиканской Турции». Баку, Издательство «Эльм», 2002.
- Имангулиева А. Н. «Ассоциация пера и Михаил Нуайме» M., Издательство «Наука», 1975.
- Имангулиева А. Н. «Джубран Халиль Джубран». Баку, Издательство «Эльм», 1975.
- Имангулиева А. Н. «Корифеи новой арабской литературы». Издательство «Эльм», 1991.
- Кязимов М. Д.. «Поэтическое наследие Джамала Тебризи». Баку, Издательство «Эльм», 1998.
- Магеррамов Т. А. «Амир Хосров Дехлеви. Меджнун и Лейли». Баку, Издательство «Эльм», 1970.
- Магеррамов Т. А. «Ашраф Марагайи. Жизнь и творчество». Баку, Издательство «Эльм», 2000.
- Месиага Магомеди «Проблемы Южного Азербайджана». Баку, Издательство «Бакы Чап Эви», 2012.
- Мурсалов Р. А. «Современные внутри исламские процессы». Баку, Издательство «Эльм», 2010.
- Мустафаев Ш. М. «От Сельджукидов до Османов: этнополитические процессы в тюркской среде Анатолии в XI—XV вв.». Баку, Издательство «Эльм», 2011.
- Садыгова Дж., Алесгерова Т. «Мухаммад ибн Хиндушах Нахичевани Əs-Sihah әl-әcәmiyyә».
- Шихабаддин ан-Несави. «Жизненный путь Джалал ад-Дина Манкбурну». Перевод с арабского. Предисловие и комментарии акад. З. М. Буниятова. Баку, Издательство «Эльм», 1973.
- «Вопросы восточной филологии» Сборник статей

## Конференции
Работники института принимали участие и выступали с докладами на следующих международных научных конференциях:
- «Ахмед Заки Валиди Тоган — 120» (30 апреля 2010)
- «Актуальные проблемы современного востоковедения» (1-2 июня 2011)
- «Мухаммед Хусейн Шахрияр: литературное влияние» (7 декабря 2011)
- «Исследование Востока средних веков и источниковедение» (посвящённая 90-летнему юбилею з. Буниятова)(7-8 мая 2012)
- «Освещавшие тюркский мир: М. Акиф Эрсой, Гусейн Джавид» (16-17 мая 2013)
- «Пути развития востоковедения Азербайджана» (27-28 июня 2013)
- «90-летие Турецкой Республики»
- «Литература восточных народов: Традиции и современность» (10-11 октября 2014)

Востоковеды Азербайджана участвовали в 24, 25, 29, 31, 32, 37 международных конференциях востоковедов, конференциях Турецкого исторического общества. Всего востоковеды Института приняли участие в более 350 конференциях востоковедов в более 50 странах мира, в том числе в Германии, Китае, Австрии, Великобритании и иных странах.

## Директоры
- А. А. Ализаде (1958—1963)
- А. С. Сумбатзаде (1963—1970)
- Г. М. Араслы (1970—1981)
- З. М. Буниятов (1981—1986)
- З. М. Буниятов (1988—1991)
- А. Н. Имангулиева (1991 — 19 сентября 1992)
- З. М. Буниятов (1992—1997)
- Г. Б. Бахшалиева (с 1997)

## Международное сотрудничество
Институт сотрудничает с Институтом Тюркологии города Бабеш-Больяи (Румыния), Неапольским институтом востоковедения, Институтом Востоковедения РАН, научными центрами востоковедения Турции, Германии, Голландии, Ирана, ОАЭ, Египта.
18 марта 2024 года Институтом подписан меморандум о взаимопонимании с Московским исламским институтом.

## Награды
Два сотрудника Института удостоены Государственной премии Азербайджана, три — премии имени Х. З. Тагиева, один — премии имени А. А. Бакиханова. Трое сотрудников получили почетное звание заслуженного деятеля науки Азербайджана.